# Liste der Biografien/Delh
Liste der Biografien |
Portal Biografien |
Personensuche
# |
A |
B |
C |
D |
E |
F |
G |
H |
I |
J |
K |
L |
M |
N |
O |
P |
Q |
R |
S |
T |
U |
V |
W |
X |
Y |
Z |
?
 
Da |
Db |
Dc |
Dd |
De |
Dg |
Dh |
Di |
Dj |
Dk |
Dl |
Dm |
Dn |
Do |
Dq |
Dr |
Ds |
Du |
Dv |
Dw |
Dy |
Dz
 
De A |
De B |
De C |
De D |
De E |
De F |
De G |
De H |
De J |
De K |
De L |
De M |
De N |
De P |
De Q |
De R |
De S |
De T |
De V |
De W |
De Y |
De Z 

Dea |
Deb |
Dec |
Ded |
Dee |
Def |
Deg |
Deh |
Dei |
Dej |
Dek |
Del |
Dem |
Den |
Deo |
Dep |
Deq |
Der |
Des |
Det |
Deu |
Dev |
Dew |
Dex |
Dey |
Dez
 
Dela |
Delb |
Delc |
Deld |
Dele |
Delf |
Delg |
Delh |
Deli |
Delj |
Delk |
Dell |
Delm |
Deln |
Delo |
Delp |
Delr |
Dels |
Delt |
Delu |
Delv |
Delw |
Dely |
Delz
Die Liste der Biografien führt alle Personen auf, die in der deutschsprachigen Wikipedia einen Artikel haben. Dieses ist eine Teilliste mit 12 Einträgen von Personen, deren Namen mit den Buchstaben „Delh“ beginnt.

## Delh

### Delha
- Delhalle, Anthony (1982–2017), französischer Motorradrennfahrer
- Delhaye, Jean (1921–2001), französischer Astronom
- Del’Haye, Karl (* 1955), deutscher Fußballspieler

### Delhe
- Delhees, Karl Heinz (1932–2020), Schweizer Psychologe und Hochschullehrer
- Delheid, Franz (1912–1986), deutscher Politiker (CDU)
- Delhez, Leopold Mathäus (1879–1943), deutsch-belgischer römisch-katholischer Geistlicher und Märtyrer

### Delho
- Delhomme, Benoît (* 1961), französischer Kameramann und Regisseur
- Delhomme, Jake (* 1975), US-amerikanischer American-Football-Spieler
- Delhomme, Jean-Philippe (* 1959), französischer Illustrator und Autor
- Delhougne, Hermann (* 1847), preußischer Landrat des Kreises Monschau
- Delhoven, Joan Peter (1766–1824), deutscher Landwirt, Küster und Handelsmann in Dormagen

### Delhu
- Delhusa, Gjon (* 1953), ungarischer Sänger, Komponist und TexterGjon Delhusa (* 1953)

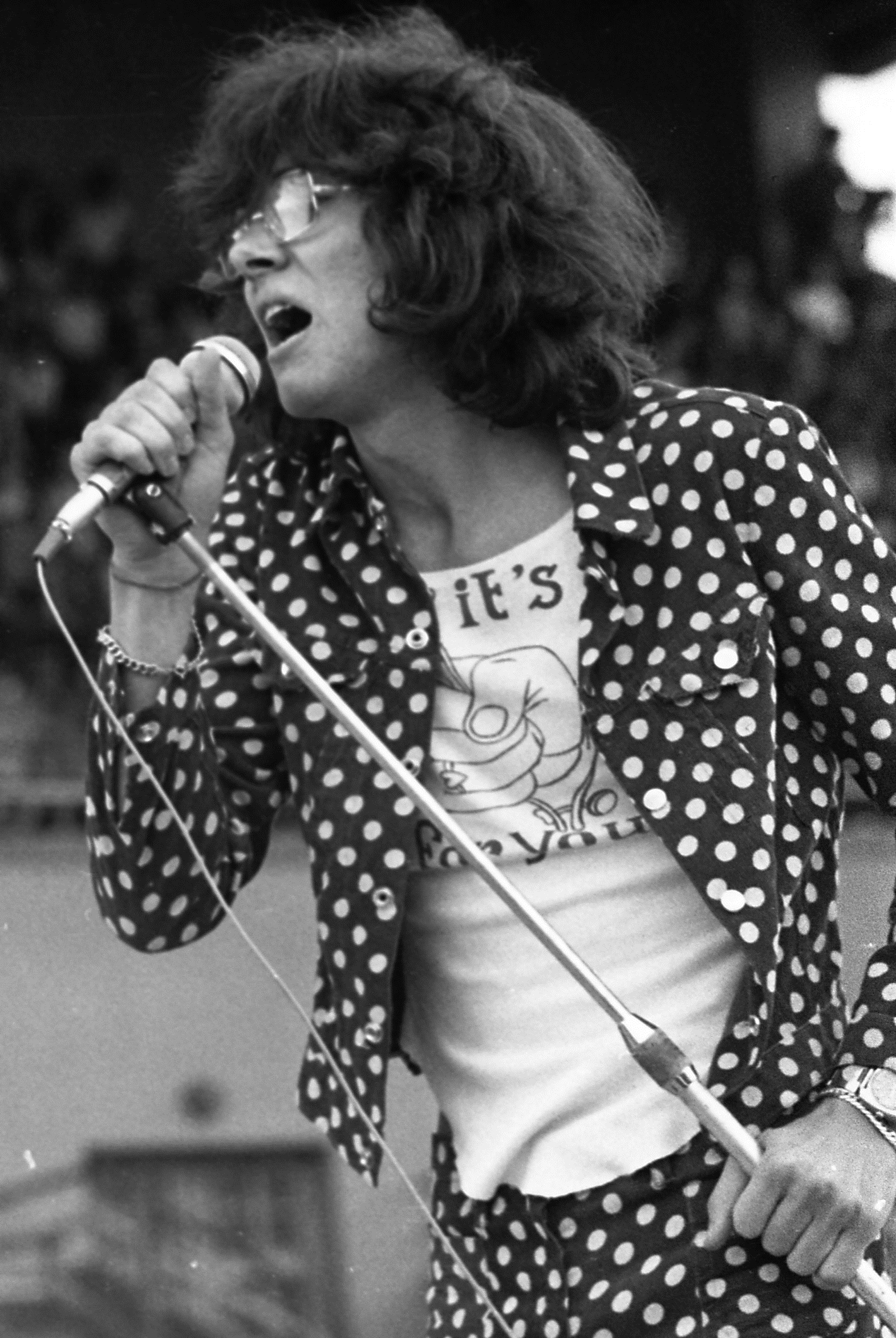
Gjon Delhusa (* 1953)